# Che ngực

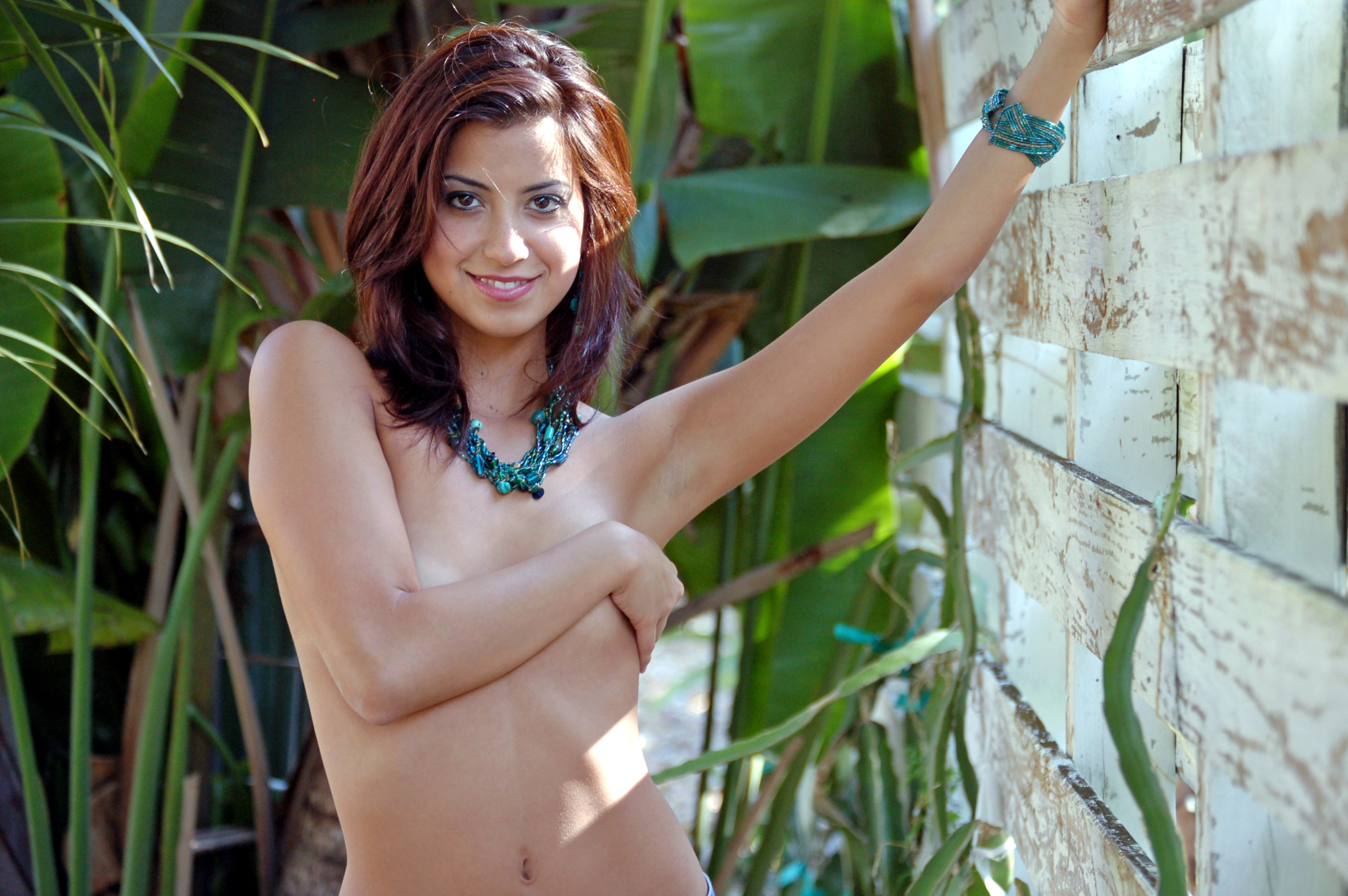
Handbra.

Che ngực là tư thế trong nhiếp ảnh khỏa thân hoặc bán khỏa thân, chỉ hành động người mẫu khỏa thân nữ dùng tay hoặc các vật khác, kết hợp các tư thế che chắn phần ngực trong các tư thế chụp ảnh. Điều này có thể do người phụ nữ chụp ảnh không muốn vào bị người khác nhìn vào bộ ngực của cô, vì e thẹn hoặc các trường hợp khác.

## Tay che ngực
Tay che ngực (tiếng Anh, tiếng Ý và tiếng Tây Ban Nha: handbra) là một tư thế người phụ nữ lấy tay che ngực bằng bàn tay hoặc cánh tay. Che đi phần ngực, trong đó che kín núm vú, thường trong tình huống khỏa thân hoặc bán khỏa thân. Điều này là bình thường trên bìa của một số tạp chí khiêu dâm hoặc cảnh phim khiêu dâm mềm.

### Các biến thể
Trong chụp ảnh thời trang, hình ảnh dùng tay che ngực trần gồm 3 biến thể chính:
- Hai bàn tay đặt lên che ngực mỗi bên.[7]
- Hai bàn tay đặt lên che ngực trong tư thế đan chéo tay.[8]
- Che ngực bằng bàn tay và cẳng tay.[9]

Ngoài ra còn biến thể chụp ảnh của một người thứ hai từ phía sau choàng tay lên và dùng bàn tay che ngực cho người mẫu đứng trước.

### Handbra trên phương tiện truyền thông
Các ca sĩ như Mariah Carey, Katy Perry, diễn viên Jennifer Aniston,... từng chụp ảnh với "áo ngực tay" trên các tạp chí. Tạp chí HuffPost đã tự đặt ra và trao The Hand Bra Awards trong đó bức ảnh che ngực của Jessica Alba được xếp là hình ảnh mang tính biểu tượng nhất, ảnh che ngực của Demi Moore là ảnh "áo ngực tay" dành cho bà bầu đẹp nhất.
Ca sĩ Lady Gaga đã có một cảnh quay handbra trong single Applause của cô, bên cạnh 14 lần thay đổi trang phục. Ca sĩ Rihanna đã chụp hình cho tạp chí Vogue Brazil số tháng 5 - 2014 trong tư thế ngực trần và cô dùng tư thế handbra để che đi phần ngực.
Tại Nhật Bản, thành viên của nhóm nhạc AKB48 là Kasai Tomomi đã gây ra một vụ tai tiếng khi một tấm ảnh ngực trần của cô đăng trên Tạp chí truyện tranh Shukan Young, được xuất bản bởi Kodansha vào đầu tháng 1 năm 2013, trong đó một cậu bé da trắng dùng tay che ngực cho cô ca sĩ từ phía sau. Quyển này đã buộc phải ngưng phát hành.
Người mẫu nổi tiếng ở Anh là Demi Rose đã đăng một bức ảnh khỏa thân tay che ngực lên tài khoản Instagram của cô để ăn mừng 6 triệu lượt theo dõi.
Đạo diễn người Canada T. J. Scott đã cho xuất bản bộ ảnh In the Tub nhằm gây quỹ cho nghiên cứu và nâng cao nhận thức về bệnh ung thư vú, trong đó có các tấm ảnh handbra.

## Tóc che ngực

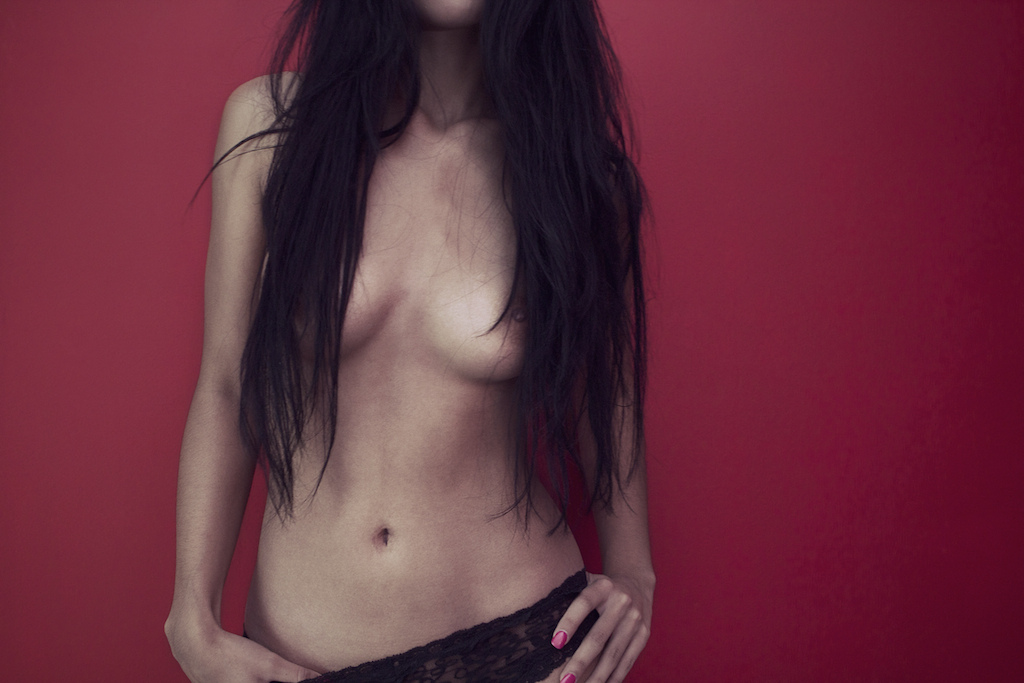
Hairbra.

Tóc che ngực (tiếng Anh: hairbra) là tư thế mà người mẫu nữ dùng tóc che ngực. Tóc được thả tự nhiên xuống để che phủ đôi bầu vú nhưng chủ yếu là núm vú và quầng vú. Tư thế này xuất hiện sau dùng Tay che ngực.
Hamasaki Ayumi sử dụng tóc che ngực trong tấm ảnh bán khỏa thân của cô in trên trang bìa album Appears. Nghệ sĩ Đài Loan Angie Lee (Li Jia) trong album vào năm 2010 của cô cũng sử dụng hình ảnh tương tự.